# Presidente Tancredo Neves
Presidente Tancredo Neves est une municipalité brésilienne de l'État de Bahia et la microrégion de Valença.